# Montagnes de la Chine occidentale
Les montagnes de la Chine occidentale sont une région du sud-ouest de la Chine. Elles sont considérées par le Conservation International comme un point chaud de biodiversité.

## Description

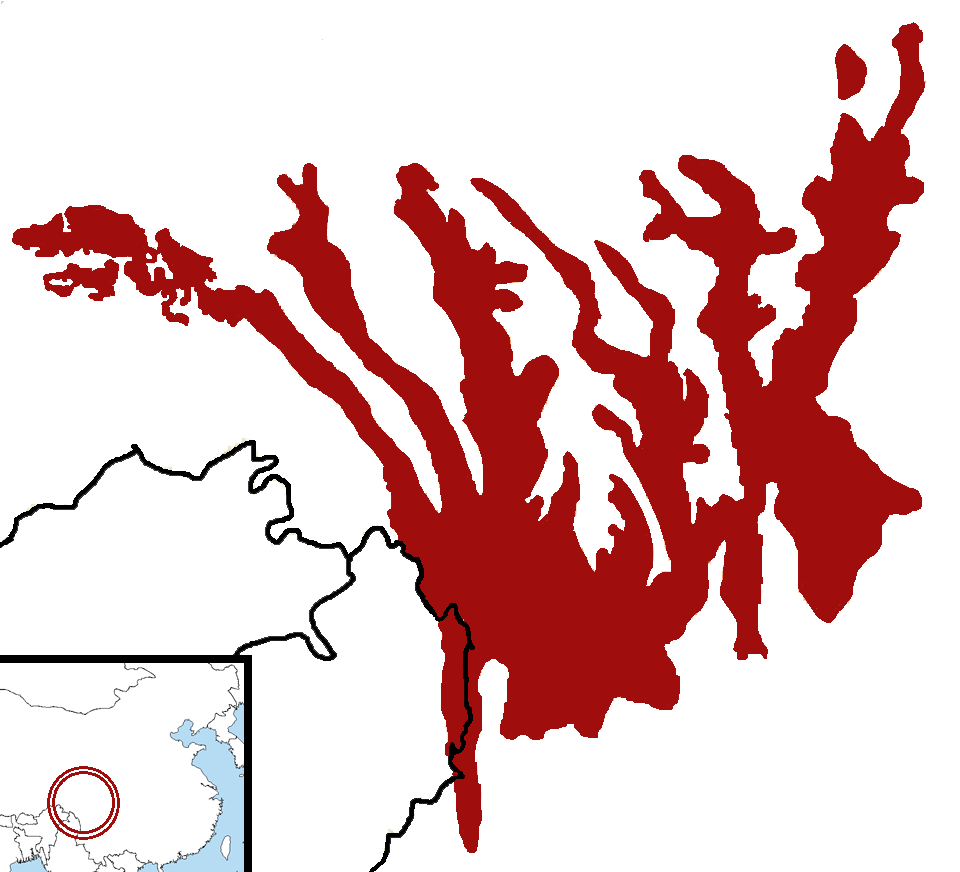

Les montagnes de la Chine occidentale s'étendent sur 262 400 km2 entre le plateau tibétain et la plaine centrale chinoise. Elles couvrent la région du Xinan oriental et le nord de la Birmanie. Elles se prolongent, au sud, par la chaîne Tenasserim.
Elles sont constituées par les monts Hengduan. Il s'agit d'une succession de massifs orientés généralement nord/sud qui connaissent une importante diversité de climats. Ceux-ci alimentent plusieurs bassins fluviaux majeurs, comme le Yangzi Jiang ou le Mékong.